# Сан Филипо а Понцано (Фиренца)
Сан Филипо а Понцано је насеље у Италији у округу Фиренца, региону Тоскана.
Према процени из 2011. у насељу је живело 101 становника. Насеље се налази на надморској висини од 281 м.